# Trentepohlia bombayensis
Trentepohlia bombayensis är en tvåvingeart som beskrevs av Edwards 1927. Trentepohlia bombayensis ingår i släktet Trentepohlia och familjen småharkrankar. Inga underarter finns listade i Catalogue of Life.